# Simplistic trance - like getaway
«Simplistic trance - like getaway» es una canción interpretada por la banda estadounidense Never Shout Never y escrita por su vocalista y guitarrista Christofer Drew. Fue el segundo sencillo del álbum Time travel (2011), lanzado en descarga digital el 26 de agosto de 2011. En el mes de su lanzamiento, la banda subió a la red YouTube un vídeo que muestra la letra de la canción.